# Вагабзаде, Исфандияр Бахтияр оглы
Исфандияр Бахтияр оглы Вагабзаде (азерб. İsfəndiyar Bəxtiyar oğlu Vahabzadə; род. 4 августа 1954, Баку) — азербайджанский дипломат и филолог.

## Биография
Родился 4 августа 1954 года в Баку. В 1976 году окончил Бакинский государственный университет, факультет востоковедения.
В 1988 году окончил Бакинскую Высшую партийную школу.
Защитил кандидатскую диссертацию на тему «Тема Юга в творчестве Сулеймана Рустама». В 1983 году защитил докторскую диссертацию на тему «Мухаммед Хади и романтизм Азербайджана 20 века».
Доктор филологических наук. Профессор. Действительный член Академии наук Молдавии.
С 1976 по 1979 год являлся переводчиком Министерства обороны Ирана. С 1983 по 1985 год являлся переводчиком Министерства обороны СССР в Афганистане.
С 1991 по 1994 год являлся начальником отдела МИД Азербайджана.
Заместитель министра культуры Азербайджана (7 июля 1994 — 1 июля 1997).
1 июля 1997 года присвоен ранг чрезвычайного и полномочного посла.
Посол Азербайджана в Пакистане (1 июля 1997 — 28 июня 1999). Одновременно являлся представителем Азербайджана при ООН (Женева) (28 июня 1999 — 19 октября 2001).
С 2002 по 2004 год являлся преподавателем Азербайджанского университета языков и Колледжа высшей дипломатии.
Заместитель председателя Государственного комитета по работе с диаспорой Азербайджана (23 февраля 2004 — 4 июля 2005).
Посол Азербайджана в Молдове (27 июня 2005 — 20 апреля 2011).
Посол Азербайджана в Белоруссии (20 апреля 2011 — 6 декабря 2016). Одновременно являлся представителем Азербайджана в уставных и иных органах СНГ (26 мая 2011 — 6 декабря 2016).
Член Союза писателей Азербайджана (с 1996 года), Союза писателей Белоруссии, Союза журналистов Белоруссии.
Автор статей в периодической печати Азербайджана о проблемах классической и современной литературы. Автор более ста научно-публицистических статей.
Владеет персидским, турецким, русским языками.
12 августа 2021 года на 50 лет запрещён въезд в Россию.

## Семья
- Отец — Бахтияр Вагабзаде, поэт.

## Сочинения
- «Почерк народа» (1982)
- «Сулейман Рустам и тема Юга» (1986)
- «Стихотворение „Не думай, что обижен на судьбу“»

## Награды
- Орден золотого пера (Союз писателей Белоруссии)